# Southbridge (Massachusetts)
Southbridge es una ciudad ubicada en el condado de Worcester en el estado estadounidense de Massachusetts. En el censo de 2010 tenía una población de 16.719 habitantes y una densidad poblacional de 308,82 personas por km².

## Geografía
Southbridge se encuentra ubicada en las coordenadas 42°3′35″N 72°2′3″O / 42.05972, -72.03417. Según la Oficina del Censo de los Estados Unidos, Southbridge tiene una superficie total de 54,14 km², de la cual 52,51 km² corresponden a tierra firme y (3%) 1,63 km² es agua.

## Demografía
Según el censo de 2010, había 16.719 personas residiendo en Southbridge. La densidad de población era de 308,82 hab./km². De los 16.719 habitantes, Southbridge estaba compuesto por el 81,22% blancos, el 2,58% eran afroamericanos, el 0,53% eran amerindios, el 1,85% eran asiáticos, el 0,02% eran isleños del Pacífico, el 10,9% eran de otras razas y el 2,89% pertenecían a dos o más razas. Del total de la población el 26,63% eran hispanos o latinos de cualquier raza.